# 花王ワンダフルクイズ

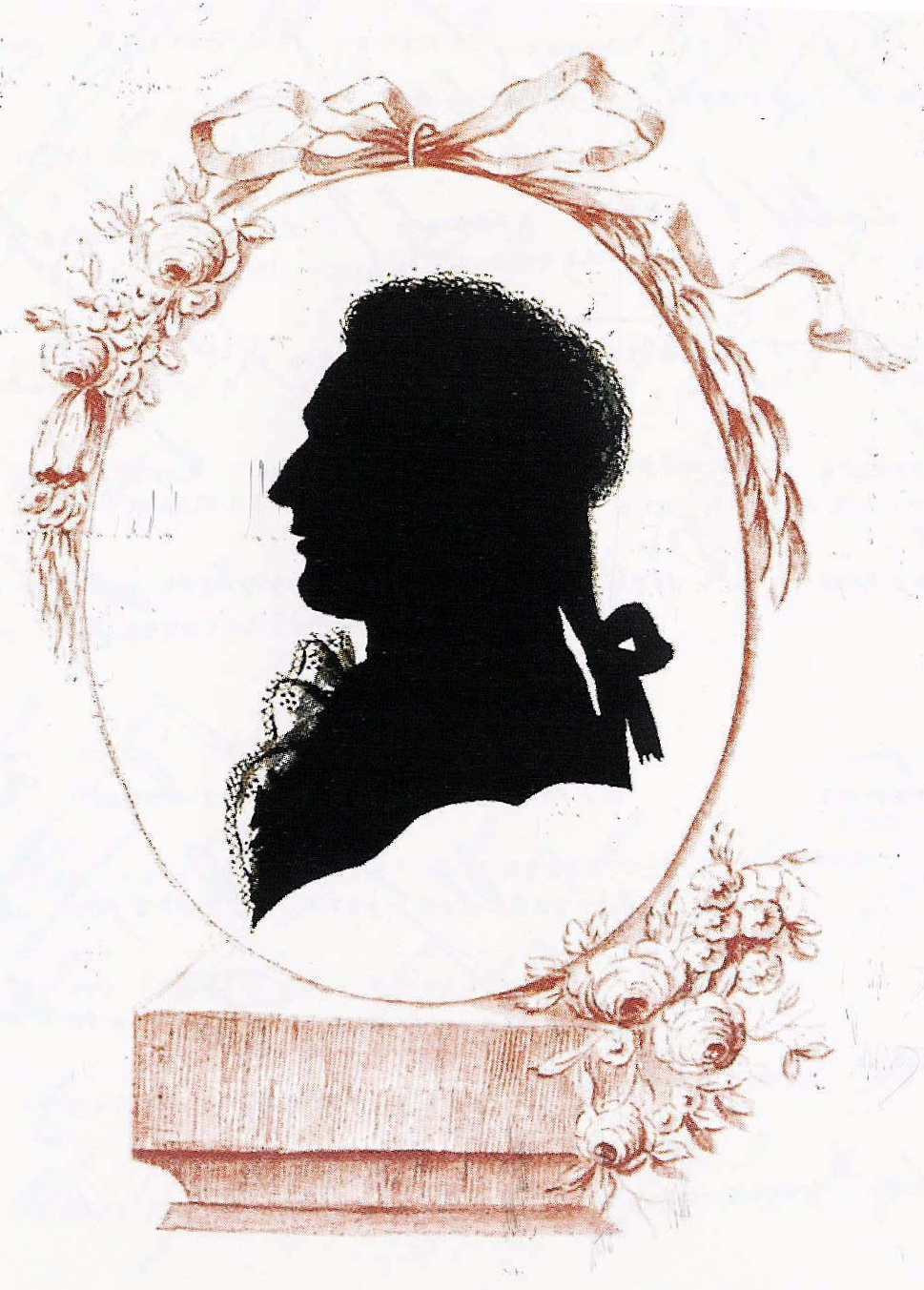
人物のシルエットのイメージ。

『花王ワンダフルクイズ』（かおうワンダフルクイズ）は、1956年1月から1962年6月1日まで日本テレビで放送されていたクイズ番組である。それ以前にも1954年8月から1955年12月まで『シルエットクイズ』と題して放送されていた。放送時間は毎週金曜19:30 - 20:00 （日本標準時）。番組開始から暫くはモノクロ放送だったが、1959年4月24日及び5月8日以降は、カラー放送となった。

## 概要
スクリーン・プロセスを利用したクイズを出題。スクリーンに映画や芝居の主人公のシルエットを映し出し、それを解答者たちに当てさせていた。1957年に有楽町の読売会館にテレビホールが完成してからは、同ホールでの公開放送となった。
『シルエットクイズ』時代の前期にはノンスポンサーで放送されていたが、後に三菱電機一社提供へ移行した。その後、1956年1月から花王石鹸（後の花王）一社提供になるのに伴い、番組は当時同社が製造・販売していた合成洗剤「ワンダフル」に因んだタイトルに変更した。なお、テレビでは初の花王提供番組である。
この頃には、視聴者が電話・はがきで解答に参加するコーナーが人気を博していた。
尚この番組は、1959年4月8日に日本テレビが当時行っていたカラー実験放送に於いてCMの放送が郵政省から認可されたのを受け、4月24日に初めてカラー放送を行い、その翌5月8日からは、毎週カラー放送となった。当番組のカラー放送開始当時は、未だ日本ではカラーテレビの販売は行われていなかったものの、日本テレビが設置したカラー街頭テレビを通じて、当番組をカラーで見ることができた。

## 司会
- 木下華声：『シルエットクイズ』時代の前期に出演。
- 今泉良夫（一龍齋貞鳳）：『シルエットクイズ』時代の後期から出演し、『ワンダフルクイズ』時代には全回を通して出演。

## 最終回
1962年6月1日放送の最終回では「さようならワンダフルクイズ」と銘打ち、第1回からの解答者およそ70人全員をスタジオに招いての華やかなショーをパーティー形式で行う模様を放送した。当時今泉がNHKの『お笑い三人組』で共演していた三代目江戸家猫八・三遊亭小金馬（後の四代目三遊亭金馬、二代目三遊亭金翁）も途中から参加し、賑やかな笑いを届けた。

## 放送局
- 日本テレビ（製作局）：金曜19:30 - 20:00
- 新潟放送（1961年2月末まではラジオ新潟テレビ）：金曜19:30 - 20:00[7]
- 北日本放送：金曜19:30 - 20:00[8]
- 北陸放送：金曜19:30 - 20:00[8]
- 福井放送：金曜19:30 - 20:00[9]
- 大阪テレビ（後の朝日放送テレビ、1956年12月開局からよみうりテレビ開局まで）→よみうりテレビ（1958年8月開局から番組終了まで）：金曜19:30 - 20:00